# Cophanta
Cophanta es un género de lepidópteros perteneciente a la familia Noctuidae. Es originario de África tropical y del Sudeste de Asia.

## Especies
- Cophanta funestalis Walker, 1864
- Cophanta occidentalis Hampson, 1910